# Acworth (Georgia)
Acworth è una città degli Stati Uniti d'America, situata nella contea di Cobb nello Stato della Georgia.